# Administration de la sécurité sociale
L’Administration de la sécurité sociale (en anglais : Social Security Administration, SSA) est une agence indépendante du gouvernement fédéral des États-Unis. Elle administre la Social Security, un programme d'assurance sociale qui concerne les retraités, les handicapés et les vétérans.
Cette agence est aussi une référence sur la popularité des prénoms américains, dans la mesure où elle publie chaque année ses statistiques.
Elle est le deuxième poste budgétaire du budget fédéral des États-Unis dans les années 2010 après le département de la Santé et des Services sociaux des États-Unis.
Elle est dirigée par Martin O'Malley depuis le 20 décembre 2023.